# Литовці у Великій Британії
Литовці у Великій Британії — жителі Великої Британії, які народилися у Литві, та мігрували до Сполученого Королівства, серед них громадяни Литви російського походження, а також їхні нащадки, що народилися у Великій Британії.
Перепис населення Великої Британії 2011 року зафіксував 95 730 мешканців литовського походження в Англії, 1353 в Уельсі, 4287 у Шотландії та 7341 у Північній Ірландії. Попередній перепис населення Великої Британії 2001 року зафіксував 4363 мешканці Литви. Управління національної статистики підрахувало, що 144 000 іммігрантів литовського походження проживали у Великій Британії в 2013 році.
Значна кількість литовців прибула до Великої Британії після вступу Литви до Європейського союзу в 2004 році, проте з початку XX століття у Великій Британії вже існували литовські громади, особливо у Глазго та Лондоні. У Шотландії перші литовці з'явилися наприкінці ХІХ століття. У період з 1886 по 1914 кожен четвертий литовець емігрував з Литви, причому більшість з них поїхали в 1890-і — 1900-і роки. Деякі з цих емігрантів ухилялися від призову на військову службу у російську армію, деякі боролися за незалежність Литви, інші були євреями, що уникають переслідувань, частина мігрантів рятувалася від бідності. Литовське населення Шотландії, за оцінками, зросло у роки з кількох сотень до 7000 людей. Приблизно 2000 литовців оселилися в інших частинах Великої Британії протягом цього періоду. Близько 15 000 литовців також тимчасово проживали в Шотландії, а потім мігрували до інших країн, головним чином США. За даними ВВС, деякі мігрували до Шотландії, тому що не могли дозволити собі поїздку до США, тоді як інші ставали жертвами обману, вважаючи, що вони справді прибули до Сполучених Штатів.